# Love (canción de CNBLUE)
«Love» es una canción creada por el grupo surcoreano de música rock CNBLUE. Es el tema sencillo principal del segundo miniálbum de la banda, Bluelove, escrito por Han Seong Ho, Kim Do Hoon y Lee Sang Ho. Este sencillo se publicó bajo la discográfica FNC Entertainment y distribuyó en la plataforma Kakao M el 19 de mayo de 2010. La canción alcanzó el número dos de la lista Gaon Digital Chart de Corea del Sur, habiendo vendido a nivel nacional más de 2,4 millones de copias desde su lanzamiento. La banda recibió tres premios en programas de televisión por «Love»: uno de M Countdown de Mnet y dos de Inkigayo de SBS MTV. También ganó el Digital Music Bonsang en la 25° edición de los Premios Golden Disk.

## Composición
«Love» es una canción de rock moderno que contiene un ritmo aleatorio sobre guitarras acústicas y eléctricas. El vocalista principal, Jung Yong Hwa suma un rap en el segundo verso sobre un pasaje parecido al metal. Él sintió que la canción tiene una «sensasión fresca» con un toque metálico. Los compositores Han Seong Ho, Kim Do Hoon y Lee Sang Ho se encargaron de la letra y composición de la canción, escrita en clave de do mayor y tiene un tempo de 100 latidos por minuto.

## Lanzamiento y promoción
Una semana antes de su lanzamiento, FNC Entertainment publicó un video musical de prelanzamiento de la canción. El sencillo fue puesto a la venta en tiendas de música en línea el 19 de mayo de 2010. El video musical comienza con CNBLUE llegando a un bar en vivo con iluminación oscura lleno de clientes adormecidos. Cuando la banda actúa en el escenario, la multitud despierta con mucha energía. El día siguiente del lanzamiento del sencillo, CNBLUE comenzó a promocionarlo al interpretarlo en los programas musicales semanales empezando con M Countdown de Mnet. Después realizaron presentaciones en Music Bank de KBS2, Show! Music Core de MBC  e Inkigayo de SBS MTV.

## Desempeño comercial
«Love» se ubicó en el número 22 en la lista del 16 al 22 de mayo de 2010 de la surcoreana Gaon Digital Chart. En la semana siguiente, ocupó el puesto número dos. El tema se mantuvo en su punto máximo durante tres períodos no consecutivos y se ubicó entre los cien primeros durante dieciséis semanas. En el informe de fin de año de 2010 de Gaon Music Chart, «Love» se posicionó en el lugar número 20 de su lista de sencillos con mejor desempeño. Fue la decimoquinta canción más vendida en Corea del Sur con 2 455 117 descargas y se ubicó en el décimo puesto de la lista Streaming Chart con 22 685 321 reproducciones.

## Reconocimientos
En la transmisión del 10 de junio de M! Countdown, «Love» ocupó el primer lugar en la lista musical del programa y obtuvo su primera victoria en un programa musical. También ganó el Mutizen Song Award en Inkigayo por dos semanas seguidas. «Love» recibió el premio Digital Music Bonsang en la 25° edición de los Golden Disc Awards. La canción también fue nominada a Mejor Actuación de una Banda en los Mnet Asian Music Awards de 2010 y Canción del Año en la segunda edición de los Melon Music Awards.

## Listas

### Semanales
| Lista (2010)       | Posición más alta | Ref.   |
| ------------------ | ----------------- | ------ |
| Gaon Digital Chart | 2                 | [ 11 ] |
| Gaon Bell Chart    | 1                 | [ 20 ] |
| Gaon Ring Chart    | 8                 | [ 21 ] |

| Lista (2011)            | Posición más alta | Ref.   |
| ----------------------- | ----------------- | ------ |
| Gaon Singing Room Chart | 78                | [ 22 ] |

### Fin de año
| Lista (2010)       | Posición más alta | Ref.   |
| ------------------ | ----------------- | ------ |
| Gaon Digital Chart | 20                | [ 13 ] |